# Axiodes interscripta
Axiodes interscripta là một loài bướm đêm trong họ Geometridae.